# 西本拳太
西本 拳太（にしもと けんた、1994年8月30日 - ）は、日本の男子バドミントン選手。三重県出身。

## 経歴
伊勢市立小俣中学校出身。高校はバドミントンの名門埼玉県の埼玉栄高等学校へ進学。その後、東京都八王子市の中央大学へ入学し、2013年と2014年と2015年の全日本学生選手権を連覇。
2017年、中央大学法学部卒業。
2017年4月、トナミ運輸に入社。
バドミントン日本代表のナショナルチームAに選出されている。
2020年5月、トナミ運輸を退部。
2020年岐阜県バドミントン協会所属（フリー選手）
2022年ジェイテクト加入。
2024年5月21日、2024年パリオリンピック代表に選出されたことが発表された。
2024年8月1日、世界10位の西本は、バドミントン男子シングルスの決勝トーナメントでタイの世界8位、クンラウット・ビチットサーン選手と対戦し、ゲームカウント1対2で準々決勝進出を逃した。（公式記録：男子シングルス9位、ラウンド16敗退）。

## 主な成績
2013年
- 全日本学生選手権 シングルス 優勝

2014年
- 全日本学生選手権 シングルス 優勝

2015年
- 全日本学生選手権 シングルス 優勝

2016年
- 全日本総合選手権 シングルス 初優勝

2017年
- 全日本総合選手権 シングルス 準優勝
- カナダ・オープン　 シングルス 3位
- フランス・オープン シングルス 準優勝

2018年
- マレーシア・マスターズ シングルス 準優勝
- アジア競技大会 シングルス 3位
- 香港オープン シングルス 準優勝

2022年
- ジャパン・オープン シングルス　優勝

2023年
- スペイン・マスターズ シングルス 優勝